# 劳拉·斯蒂芬斯
劳拉·斯蒂芬斯（英語：Laura Stephens，1999年6月2日—），英国女子游泳运动员，2020年欧洲游泳锦标赛女子4×100米混合泳接力金牌得主、2022年英联邦运动会女子200米蝶泳银牌得主和女子4×100米混合泳接力铜牌得主、2024年世界游泳锦标赛女子200米蝶泳金牌得主。